# 플레처 헨더슨
플레처 헨더슨(영어: Fletcher Henderson, 1897년 12월 18일 ~ 1952년 12월 29일)은 미국의 피아니스트, 밴드리더, 편곡가, 작곡가로, 빅밴드 재즈와 스윙 음악의 발전에 중요한 역할을 했다. 그는 듀크 엘링턴과 함께 재즈 역사상 가장 영향력 있는 편곡가이자 밴드 리더 중 한 명으로 여겨진다. 헨더슨의 영향력은 엄청났다. 그는 딕시랜드와 스윙 시대 사이의 간극을 메우는 것을 도왔다. 그는 종종 "스맥" 헨더슨(입술로 내는 소리 때문에)으로 알려져 있었다.

## 생애
제임스 플레처 해밀턴 헨더슨은 미국 조지아주 커스버트에서 태어났다. 그는 아프리카계 미국인 중산층 가정에서 자랐다. 그의 아버지인 플레처 해밀턴 헨더슨(1857년 ~ 1943년)은 1880년부터 1942년까지 하워드 사범 랜돌프 학교의 교장을 지냈다. 현재 플레처 헨더슨 하우스로 알려진 그의 집은 역사적인 장소이다. 선생님인 그의 어머니는 그와 그의 동생 호레이스에게 피아노를 가르쳤다. 그는 6살 때 레슨을 시작했다. 그의 아버지는 몇 시간 동안 연습하기 위해 가끔 플레처를 방에 가두곤 했다. 13세가 되었을 때 헨더슨은 음악을 읽고 음조를 감지하는 예리한 능력을 가졌다. 그는 어머니와 함께 공부를 계속했고, 나아가 유럽 미술에 대한 레슨에 몰두했다.

### 사망
헨더슨은 1950년 뇌졸중으로 쓰러져 부분 마비가 되어 피아니스트로서의 경력을 끝냈다. 그는 55번째 생일 11일 후인 1952년 뉴욕에서 사망했다.